# قسم كلان الريفي (مقاطعة إيوان)
قسم كلان الريفي (بالفارسية: دهستان کلان) هي منطقة ريفية تقع في ناحية زرنة في إيران. يقدر عدد سكانها بـ 3,835 نسمة .